# Vaccinium bancanum
Vaccinium bancanum är en ljungväxtart som beskrevs av Friedrich Anton Wilhelm Miquel. Vaccinium bancanum ingår i Blåbärssläktet, och familjen ljungväxter.

## Underarter
Arten delas in i följande underarter:
- V. b. kkemulense
- V. b. kunstleri
- V. b. tenuinervium